# Longula
Longula (in lingua greca: Λόγγολα) fu una città del Latium vetus, nel territorio dei Volsci.

## Storia
Inizialmente città latina: Plinio il Vecchio, inserisce i suoi abitanti, i Longani, fra le popolazioni albane che tuttavia alla sua epoca erano scomparse (I secolo d.C.).
Dopo essere stata occupata dai Volsci, fu riconquistata nuovamente dal console Postumio Cominio nell'anno 493 a.C. nel corso della campagna militare contro i Volsci di Anzio. Postumio Cominio infatti sbaragliò i Volsci, li inseguì fino a Longula, che conquistò, come pure conquistò Polusca, per giungere finalmente fino alle mura di Corioli che cinse d'assedio.
Nel 489 a.C. fu una delle città attaccate dai Volsci condotti da Gneo Marcio Coriolano che, posto l'assedio a Lavinium, congedati cinque ambasciatori inviati da Roma perché desistesse dai propri propositi, prese facilmente Longula, facendone schiavi gli uomini.
Nel 484 a.C. i Romani, in rotta dopo la sconfitta patita ad Anzio contro i Volsci, riuscirono a sconfiggere questi ultimi nella battaglia di Longula, sovvertendo così le sorti della guerra.
Il nome di Longula ricorre a proposito di una battaglia combattuta nel 309 a.C., durante la dittatura di Lucio Papirio Cursore; diretto alla volta del Sannio, per prendere il comando dell'esercito romano, dalle mani del console dell'anno precedente Gaio Marcio Rutilo Censorino, si incontrò con quest'ultimo a Longula. Qui i Romani affrontarono i Sanniti che furono sbaragliati in uno scontro campale.

## Ubicazione
La città di Longula è stata localizzata recentemente in località Colle Rotondo, presso Lavinio, nel comune di Anzio. Qui è venuto alla luce un insediamento dalla lunga continuità di vita, dalla media età del Bronzo fino alla media età repubblicana, difeso con due aggeri. Nei pressi è venuta alla luce anche un'ampia necropoli, in località Cavallo Morto, risalente all'età del Bronzo recente (XIII-XII secolo a.C.), connessa con questo insediamento ed i cui reperti sono conservati oggi al Museo Pigorini di Roma. L'abitato era sviluppato nel senso della lunghezza, da cui derivò il termine Longula alla cittadella. L’abbandono del colle è documentato a partire dal III secolo a.C., come conseguenza della presa di Anzio e dell’esito della Guerra Latina (338 a.C.), a seguito della quale la cittadella di Longula perse la sua importanza strategica e militare. 
Longula confinava con Anzio, Satrico, Ardea e Polusca, e più precisamente il fosso di Cavallo Morto fungeva da linea di confine tra i Rutuli di Ardea ed i Volsci anziati . 